# Дримквиль
«Дримквиль» (англ. DreamQuil) — предстоящий психологический триллер режиссёра Алекс Прагерс по сценарию написанному ей совместно с Ванессой Прагерс. Главные роли исполнили Джон К. Райли и Элизабет Бэнкс.

## Сюжет
Действие фильма происходит в недалеком будущем. Кэрол отправляется на виртуальный оздоровительный курс, чтобы вернуть свою жизнь в нормальное русло, но это приводит к кошмарным последствиям.

## В ролях
- Джон К. Райли — Гэри
- Элизабет Бэнкс — Кэрол
- Джульетт Льюис
- Кэтрин Ньютон
- София Бутелла
- Диана Дорэмпц

## Производство
Продюсерами фильма стали Винсент Ландэй, Элизабет Бэнкс, Макс Хандельман и Элисон Смолл из компании Brownstone Productions. Для Алекс Прагер, которая написала сценарий в соавторстве со своей сестрой Ванессой фильм станет дебютом в полнометражном кино.
В 2023 году съёмки были отложены из-за забастовки SAG-AFTRA. В мае 2024 года, как раз когда начались съёмки в Лос-Анджелесе, компания Republic Pictures предварительно приобрела права на североамериканский прокат фильма, а компания HanWay Films будет заниматься прокатом фильма по всему миру. 9 мая к актёрскому составу присоединились Джульетт Льюис, Кэтрин Ньютон и София Бутелла.